# دوري كرة القدم النرويجي الدرجة الأولى للسيدات 2018
دوري كرة القدم النرويجي الدرجة الأولى للسيدات 2018 (بالنرويجية: 1. divisjon fotball for kvinner 2018)‏ هو موسم من دوري كرة القدم النرويجي الدرجة الأولى للسيدات ‏. فاز فيه FL Fart ‏.